# Front Mission Evolved
Front Mission Evolved (フ ロ ン ト ミ ッ シ ョ ン エ ボ ル ヴ, Furonto Misshon Eborubu) es un videojuego de disparos en tercera persona desarrollado por Double Helix Games y publicado por Square Enix. A diferencia de los títulos anteriores de Front Mission que tienen una estructura de juego de rol táctico, los jugadores se involucran en combates en tiempo real en mapas 3D utilizando armas de guerra robóticas gigantes conocidas como "Wanzers". El juego también cuenta con un modo historia para un solo jugador y varios modos de combate multijugador con hasta ocho jugadores.
El juego presenta un reinicio de la historia de la serie Front Mission y aborda las crecientes tensiones a fines del siglo 22 entre las potencias globales que utilizan elevadores orbitales para expandir su alcance al espacio. La historia comienza cuando el ascensor de un estado es atacado por personas desconocidas.
El juego recibió críticas mixtas, y los críticos encontraron que el juego no estaba pulido y la historia era genérica.

## Jugabilidad
Como juego de disparos en tercera persona, la jugabilidad de Front Mission Evolved difiere de las entradas del juego de rol táctico de los títulos numerados de Front Mission. En lugar de jugarse en un mapa basado en cuadrículas y usar una estructura por turnos, las batallas tienen lugar en tiempo real en mapas en 3D completos similares a Front Mission: Online. El jugador (y muchos aliados y adversarios) controlan los mechs conocidos como Wanderung Panzer ("tanque ambulante"), abreviado como wanzer. Evolved tiene dos modos de juego: un modo para un jugador fuera de línea que presenta una campaña de historia y un modo multijugador en línea donde los jugadores pueden jugar solos o en grupos de hasta ocho jugadores en una variedad de modos de juego.
La progresión del juego en el modo para un jugador de Evolved funciona de manera similar a otras entradas de Front Mission, y se realiza de manera lineal: mira eventos de escenas de corte, completa misiones, configura wanzers durante los intermedios y salida para la próxima misión. A diferencia de otros títulos de Front Mission, el jugador puede rehacer misiones en cualquier momento usando la función Act Select. Los jugadores pueden ganar trofeos o logros si poseen la versión del juego para PlayStation 3 o Xbox 360. En el modo multijugador de Evolved, los jugadores pueden competir entre sí en partidas PvP a través de uno de los cuatro modos de juego, o en partidas PvE a través de un modo de juego DLC llamado "Last Stand".
La personalización de Wanzer en el modo multijugador de Evolved funciona de manera similar a Front Mission: Online en el sentido de que las piezas, las mochilas auxiliares y las armas a las que puede acceder el jugador dependen por completo de su clasificación militar. Las clasificaciones militares funcionan de manera progresiva; los jugadores deben completar asignaciones de misión para ganar experiencia y avanzar de rango. Un jugador también puede aumentar su rango anotando muertes contra jugadores del equipo contrario.
Dejando a un lado las misiones, Evolved cuenta con otras características nuevas, así como las que regresan, particularmente de Front Mission Series: Gun Hazard. El juego presenta nuevas mochilas auxiliares, el modo Gunship y una función conocida como "EDGE". Las mochilas flotantes permiten a los wanzers moverse rápidamente o sobrevolar el suelo. Las mochilas antimisiles aumentan el tiempo de bloqueo de los misiles enemigos y lanzan bengalas para lanzar misiles. Destacado solo en la campaña para un jugador, el modo Gunship es un modo de combate en el que el jugador lucha en un helicóptero; este modo funciona como un Matamarcianos. E.D.G.E. es una habilidad única que ralentiza el tiempo y permite al jugador reaccionar mejor contra los ataques enemigos. Esta característica solo se ve en la campaña para un jugador. La única característica que regresa en Evolved es el modo de infantería de Gun Hazard, que solo está disponible en la campaña para un jugador. En el modo de infantería, los jugadores pueden entrar en combate a pie, pero no podrán viajar en ningún vehículo.

## Resumen

### Ajuste
Front Mission Evolved es un reinicio de la historia de la serie Front Mission, que tiene lugar después de la historia de los títulos más antiguos. Por lo tanto, los nuevos jugadores de la serie no necesitan jugar las entradas anteriores.
Ambientado en 2171, el juego se desarrolla en todo el mundo y en el espacio exterior. Durante el siglo 22, las superpotencias del mundo miran hacia el espacio para la expansión y comenzaron a construir grandes estructuras en órbita conectadas a la superficie por elevadores orbitales. Con un número cada vez mayor de satélites de vigilancia y tecnologías espaciales que se están desarrollando, se establece una atmósfera al estilo de la Guerra Fría cuando los sindicatos supranacionales utilizan estas tecnologías para vigilar a sus adversarios en la Tierra. Las tensiones aumentan en 2171 cuando uno de los ascensores en los Estados Unidos del Nuevo Continente (USN) es atacado y destruido por asaltantes desconocidos.

### Historia
La trama de Front Mission Evolved gira en torno al ingeniero de la USN Dylan Ramsey. Como ingeniero del desarrollador de armas Diable Avionics, Dylan comienza a probar un prototipo de Wanzer en Long Island, Nueva York. En medio de la prueba wanzer, fuerzas desconocidas comienzan a atacar la ciudad de Nueva York y su ascensor orbital, Percival. Preocupado por la seguridad de su padre en la ciudad, parte hacia la ciudad de Nueva York dentro del prototipo de wanzer. Mientras viaja por la ciudad para llegar al Laboratorio de Investigación de Estrategia Nacional (NSRL), Ramsey ayuda a las fuerzas de la USN a luchar contra los asaltantes desconocidos. Después de luchar contra numerosos wanzers, vehículos y aviones enemigos, Dylan llega a las instalaciones de NSRL justo cuando se lanzan misiles al edificio. Con su padre aparentemente muerto, se enfrenta al atacante, Marcus Seligman del Apollo's Chariot. La lucha se interrumpe cuando el ascensor orbital comienza a estrellarse en la ciudad de Nueva York. Después de que Percival colapsa, Dylan es reclutado en el Ejército de la USN mientras se prepara para la guerra contra la Unión Cooperativa de Oceanía (OCU).

## Desarrollo

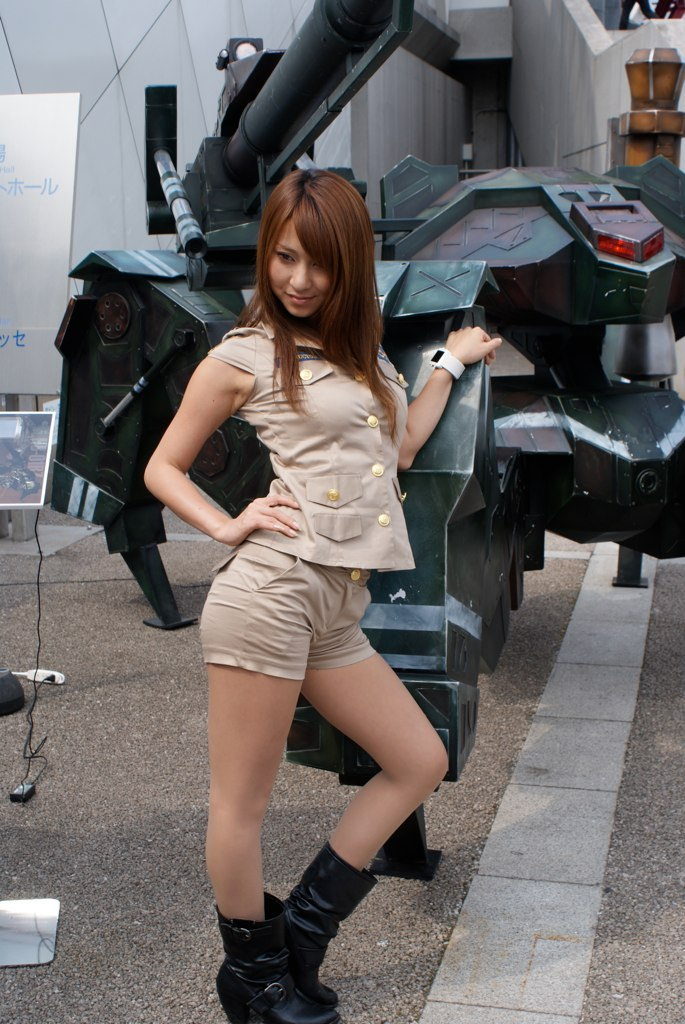
Promoción en el Tokyo Game Show 2009

El juego se anunció antes del E3 en mayo de 2009 y se demostró en el E3 de Los Ángeles en junio de 2010. En Comicon 2009, Square Enix mostró figuras basadas en el juego. Los jugadores que preordenaron el juego recibieron los mechs Calm y Rexon wanzer, que habían aparecido en juegos anteriores de Front Mission.

### Música
La música de los juegos fue compuesta por Garry Schyman, el primer compositor no japonés de la serie o de cualquier otra serie importante de Square Enix. Fue incorporado al proyecto por Double Helix Games, quien desarrolló el juego para Square Enix. Garry Schyman describe la música como "orquestal y en su mayoría tonal" con un fuerte tema militarista; casi toda la música es de combate o de acción. La música es más tradicionalmente orquestal que las bandas sonoras anteriores de Front Mission, y fue grabada con una orquesta en vivo. Como Square Enix pretendía que el juego y su música fueran una desviación de los juegos anteriores de la serie, Schyman no escuchó a propósito ninguna de la música de los juegos anteriores.
La banda sonora no se lanzó como un álbum físico, aunque se anunció que se incluiría en un lanzamiento de caja de música de toda la serie. Square Enix lanzó un álbum de muestra de música de las misiones 01 a 05 de la campaña para un solo jugador del juego en las tiendas de música iTunes y Mora el 30 de septiembre de 2010, bajo el título Front Mission Evolved Original Soundtrack / Mission 01 to 05. Esta versión digital El álbum contiene 14 pistas y tiene una duración de 23:47. La pista final es una melodía extra realizada por DJ Kaya, "Military Tune / α ： Kalen".

## Recepción
Front Mission Evolved recibió críticas mixtas de los críticos y tiene una puntuación total de 58 sobre 100 en Metacritic.
Greg Miller de IGN anotó el juego 6.0 / 10, llamándolo "poco inspirado" y que solo atraería a los "mech-heads incondicionales". Comentó que las misiones eran principalmente "relleno frustrante", y si bien la personalización del wanzer era agradable, a menudo era negada por misiones que "te calzaban en cargas molestas". Calificando su historia de "menos que estelar", afirmó que "no se siente como un juego en toda regla".
Brett Todd de GameSpot anotó el juego 5.5 / 10, diciendo que a pesar del intento de atraer a una nueva audiencia, "no ganará la franquicia a nuevos fanáticos", debido a su "campaña predecible y abreviada". Describió la historia como "turgente", con la suspensión de la incredulidad del jugador "descarrilada" por los "villanos de la bola de maíz". Si bien complementa el diseño de sonido como "atronador y atmosférico", afirmó que el combate rápidamente se vuelve "adormecedor" debido a su repetitividad. Observando que sus batallas contra jefes pueden prolongarse hasta media hora debido a jefes "absurdamente dominados" y una sobreabundancia de recuperaciones de salud, afirma que son tan lentas que "solo quieres renunciar a todo".
Los segmentos a pie del juego también fueron criticados por los críticos, quienes los compararon con un "tirador en tercera persona por debajo del promedio" debido a su falta de un sistema de cobertura.